# Spirala życia i śmierci
Spirala życia i śmierci (ang. The Deaths of Ian Stone) – brytyjsko-amerykański horror z 2007 roku w reżyserii Dario Piana. Wyprodukowany przez After Dark Films.

## Opis fabuły
Ian Stone (Mike Vogel) zostaje zamordowany. Nazajutrz budzi się jako ktoś inny. Wkrótce znów tragicznie ginie. Sytuacja powtarza się każdego dnia. Ian przybiera różne wcielenia – jest taksówkarzem, zawodnikiem drużyny hokejowej i urzędnikiem. Szuka drogi wyjścia z tej przerażającej pułapki.

## Obsada
- Mike Vogel jako Ian Stone
- Jaime Murray jako Medea
- Christina Cole jako Jenny Walker
- Michael Feast jako Gray
- Charlie Anson jako Josh Garfield
- Michael Dixon jako Brad Kopple
- Andrew Buchan jako Ryan